# 1277 Dolores
1277 Dolores eller 1933 HA är en asteroid i huvudbältet, som upptäcktes den 18 april 1933 av den ryske astronomen Grigorij N. Neujmin vid Simeiz-observatoriet på Krim. Den är uppkallad efter den spanska politikern Dolores Ibárruri.
Asteroiden har en diameter på ungefär 32 kilometer.